# Rogelio Lois Estévez
Rogelio Lois Estévez (Pontevedra, 1842-Pontevedra, 1905) fue un escritor y periodista español.

## Biografía
Nació el 12 de marzo de 1842 en Pontevedra. Poeta premiado en diferentes certámenes provinciales, fue director de El Obrero de Pontevedra (1891) y de O Galiciano en su segunda época (1887-1888), además de colaborador de Galicia Cómica y otras publicaciones periódicas.  Hacia comienzos del siglo XX residía en La Habana. Falleció el 10 de octubre de 1905 en su ciudad natal.